# Підпалий Володимир Олексійович
Володи́мир Олексі́йович Підпа́лий (нар. 9 травня 1936, село Лазірки, на той час районний центр Полтавської області — пом. 24 листопада 1973, Київ) — український поет, прозаїк, перекладач. Батько українського поета Андрія Підпалого.

## Життєпис
Мати Ольга Власенко — козачка з хутора Макарівщини, батько Олексій Лукович — виходець, з козаків, з-під Великої Багачки. Батько працював на залізниці, захоплювався садівництвом та бджільництвом. На дев'ятому році мати була вже круглою сиротою і наймитувала в Лубнах. Батько Володимира Підпалого загинув у 1943 році, форсуючи Дніпро під Києвом. Мати померла 21 січня 1957 року під час служби сина на флоті.
Володимир Підпалий навчався у Величанській семирічній та Лазірківській середній школах. За власним свідченням, любив історію, літературу та не розумів точних наук. У школі багато читав. У 1953 році закінчив 10 класів. Працював у МТС, колгоспі. 1955 року був мобілізований на флот.
У 1957 році демобілізувався (через хворобу ніг) та вступив до Київського університету на філологічний факультет (український відділ), який закінчив 1962 року.
Перші вірші надрукував у 1958 році в газетах «Молодь України» та «Зміна». В Державному видавництві художньої літератури УРСР у 1963 році вийшла перша збірка «Зелена гілка», роком пізніше — «Повесіння» у видавництві «Радянський письменник».
Працював старшим редактором поезії у видавництві «Радянський письменник». Збірка «Тридцяте літо» (1966), «В дорогу — за ластівками» (1968), «Вишневий світ» (1970), посмертно — «Сині троянди» (1979), «Поезії» (1982), «Береги землі» (1986), «Кожна бджілка — немов лічилка» (1991), «Сковородинські думи» (2002), «Золоті джмелі» (2011). До Спілки письменників був прийнятий у 1972 році.

Могила Володимира Підпалого

Ознаки променевої смертельної хвороби (отруєння радіоактивними матеріалами) почали шквально розвиватись в другій половині дня 22 лютого 1972 року. Побутує версія,[де?] що Володимира Підпалого було отруєно саме цигаркою.[джерело?] До вбивства причетні співробітники зведеного відділу 5 управління КДБ УРСР. Це був акт терору як частина загальної операції «Блок» направленої на ліквідацію духовного та інтелектуального опору окупації.[джерело?] Саме того дня проводилось засідання політбюро ЦК КПУ з зазначених вище питань. Зі Спілки Письменників Володимира Підпалого додому в критичному стані привів поет Іван Гнатюк.
Смерть Підпалого та інспіроване божевілля Василя Діденка обірвали стилістичний розвиток лірики 60-их років в українській поезії. В цьому контексті варто згадати публічні доноси літературних осіб близьких до КДБ СРСР. Похорон Володимира Підпалого став протестом проти смертельної брутальності тоталітарної радянської влади до митців і зокрема до Володимира Підпалого.
На поминальному обіді, після похорону Володимира Підпалого, алегоричний виступ Івана Драча став підставою для розпорядження першого секретаря ЦК КПУ Володимира Щербицького - поширити з метою ознайомлення "під підпис" усім членам  ЦК та іншим чільним функціонерам КПУ закриту інформаційну довідку складену апаратом ЦК про Володимира Підпалого.
Володимир Підпалий помер 24 листопада 1973 року. Похований в Києві на Байковому кладовищі (ділянка № 33).

## Творчість
Творчість Володимира Підпалого в прижиттєвих збірках запропонувала нову базовану на національній традиції поетичну пропозицію від ідей лірики 60-их, аж до естетики «тихої лірики», суть якої у медитаційних роздумах єдності людини, живого, світу і народу, гармонійності глибини і співмірності людини з найменшим у світі і самим світом, ціннісній орієнтації в медитативному осягненні незнищенних вартостей і сенсу життя, пейзажності і гармонії з природною стихією, зверненням до історичної пам'яті. Створення іншого, непов'язаного з пропагованим «мистецтвом прогресу», смислу, апеляція до людської гідності і гармонії як суті світу. В укладеній поетом рукописній збірці «Синя птиця», поезії з якої були опубліковані в посмертній збірці «Сині троянди», а в авторському варіанті в книжці «Золоті джмелі», посилилась екзестенційна медитативність та філософічність з поглибленням елегійності та усвідомленням єдності поетичної культурної спадщини.